# Morderstwa dzieci w Kobe (1997)

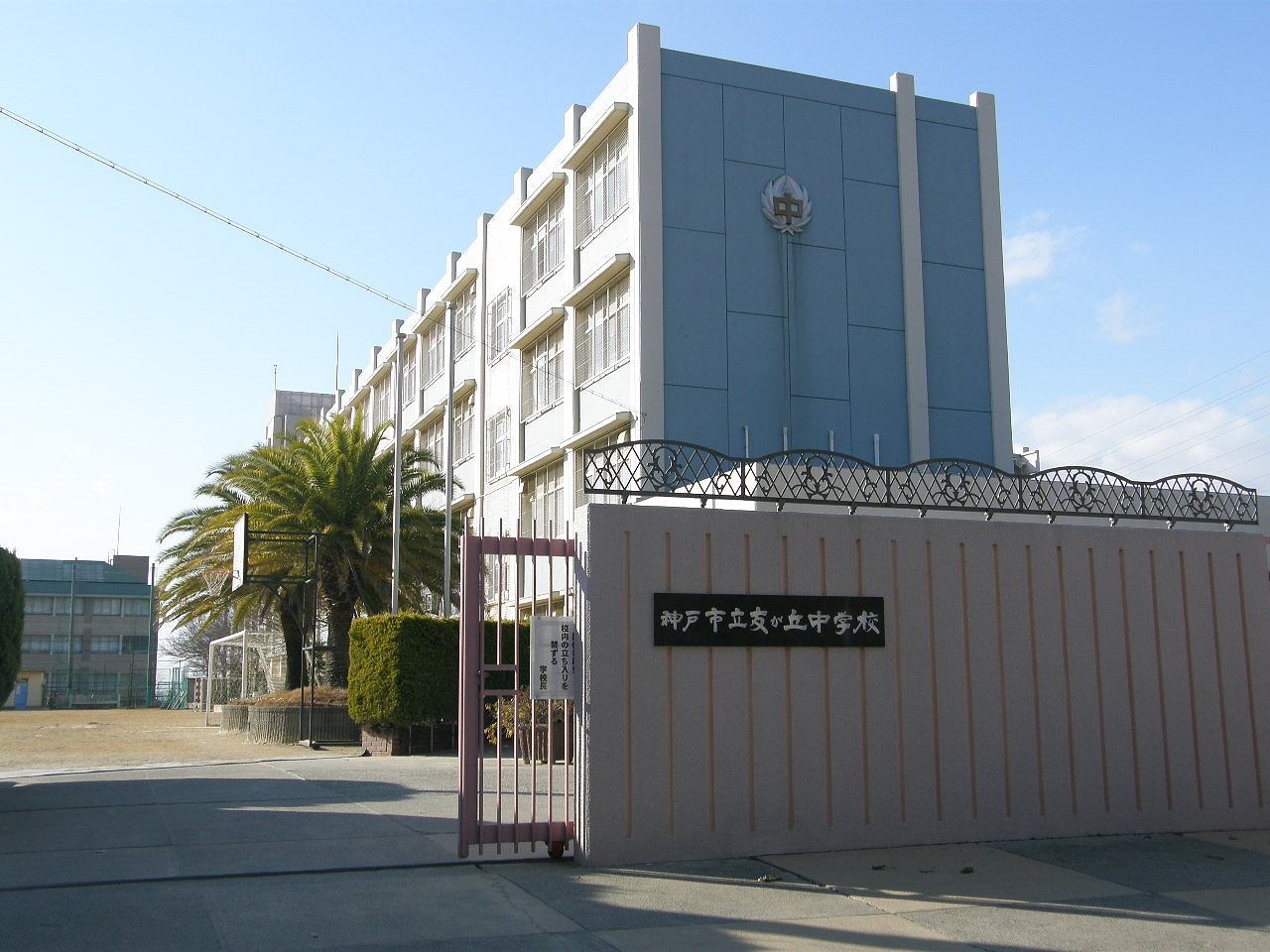
Gimnazjum (niższa szkoła średnia) w dzielnicy Tomo-ga-oka – miejsce, gdzie odnaleziono odciętą głowę Juna Hase

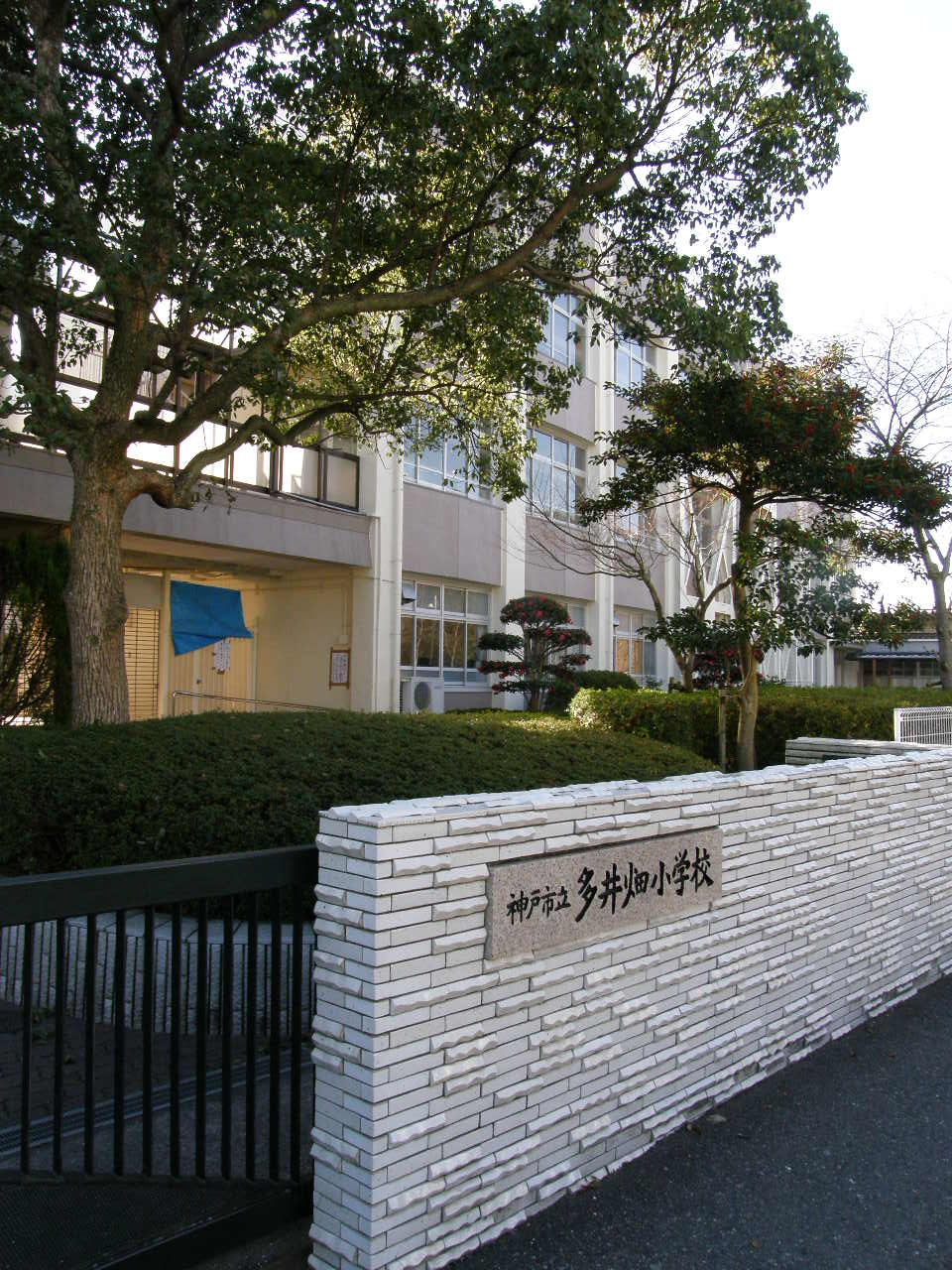
Szkoła podstawowa w Tainohata; jej uczeń, Jun Hase, został zamordowany przez Seito Sakakibarę

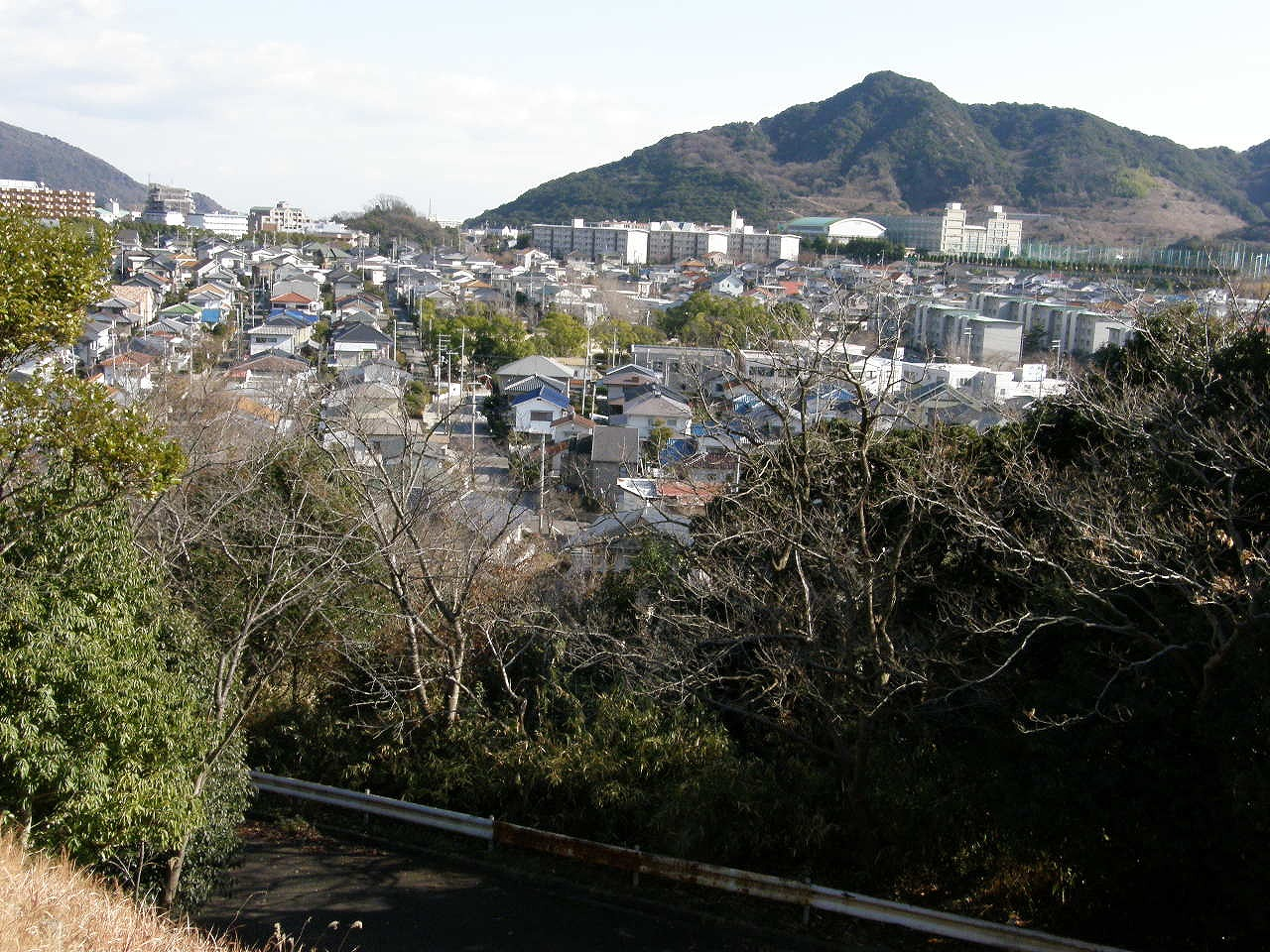
Panorama dzielnicy Tomo-ga-oka w Kobe

Morderstwa dzieci w Kobe (1997) – seria dwóch morderstw popełnionych przez 14-letniego Shin’ichirō Azumę ukrywającego się pod pseudonimem Seito Sakakibara na 10-letniej Ayace Yamashita i 11-letnim Junie Hase w dzielnicy Suma-ku miasta Kobe.
Sprawca został aresztowany 28 czerwca 1997 r. w związku z zamordowaniem ucznia Hase. W trakcie przesłuchania przyznał się do obu morderstw. Jako młodociany przestępca został postawiony w stan oskarżenia i skazany jako „Chłopiec A”. Jego prawdziwe nazwisko nie zostało oficjalnie ujawnione prasie, ponieważ japońskie prawo zabrania publikowania danych osobowych nieletnich przestępców, jednakże w niektórych tygodnikach podano jego prawdziwe dane osobowe. W 2004 roku „Chłopiec A” został tymczasowo wypuszczony z aresztu, natomiast więzienie całkowicie opuścił w 2005 roku. Morderstwa i późniejsze uwolnienie sprawcy przyciągnęły szerokie zainteresowanie japońskich mediów i polityków.
Japońska prasa porównywała morderstwo na Junie Hase do zabójstw dokonywanych przez Zodiaka w rejonie San Francisco w latach sześćdziesiątych. Zabójstwa obojga dzieci określono „najbardziej makabrycznymi morderstwami w pamięci Japonii”.

## Przebieg wydarzeń
Do pierwszych ataków doszło w lutym 1997, kiedy dwie uczennice szkoły podstawowej w Kobe zostały dotkliwie pobite młotkiem. Pomimo ciężkich obrażeń obu dziewczynom udało się przeżyć. Policja wszczęła śledztwo, jednak z powodu braku dowodów sprawę umorzono. Do kolejnego ataku doszło 16 marca. W parku Ryū-ga-dai znaleziono uczennicę szkoły podstawowej, Ayakę Yamashitę, z ciężkimi obrażeniami głowy zadanymi młotkiem. Kilka dni później dziewczyna zmarła w szpitalu z powodu obrażeń mózgu. Tego samego dnia (16 marca) raniona w brzuch nożem została inna dziewczyna – także uczennica trzeciej klasy szkoły podstawowej, której udało się przeżyć atak. Policja i w tych sprawach wszczynała śledztwo, jednak kto stał za atakami, tego organom ścigania nie udało się rozwiązać.
W dniu 27 maja 1997, przed przyjściem uczniów na zajęcia, przed bramą szkoły gimnazjalnej w dzielnicy Tomo-ga-oka, w plastikowej torbie odnaleziono głowę Juna Hase – ucznia szkolnictwa specjalnego, uczęszczającego do szkoły podstawowej Tainohata, który zaginął kilka dni wcześniej. Hase został uduszony, a następnie jego głowę odcięto piłą do metalu. Odkryto również liczne okaleczenia ciała dokonane przed śmiercią ofiary. W ustach denata odnaleziono list z informacją podpisaną Sakakibara Seito. Na kartce zapisanej czerwonym tuszem zabójca zostawił wiadomość następującej treści:
To dopiero początek gry. Spróbujcie mnie powstrzymać głupia policjo... Pragnę oglądać śmierć ludzi. Zabijanie przyprawia mnie o dreszcze. Konieczna jest krwawa rozprawa za lata mojej goryczy.
Oprócz powyższej notatki i podpisu sprawca zbrodni pozostawił również zapis (z błędem ortograficznym) w języku angielskim: „shooll killer”.
W dniu 6 czerwca 1997 do redakcji gazety Kobe Shinbun został nadany list napisany czerwonym atramentem i podpisany Sakakibara Seito. Nadawca listu przyznał się w nim, że zabił Juna Hase i zagroził kolejnymi morderstwami: „Teraz to początek gry... Narażam swoje życie dla tej gry... Jeśli mnie złapią, prawdopodobnie zostanę powieszony... Policja powinna być bardziej wściekła i bardziej wytrwała w ściganiu mnie... Dopiero gdy zabijam, uwalniam się od ciągłej nienawiści, którą cierpię i jestem w stanie osiągnąć spokój. Mogę złagodzić własny ból”. W liście Sakakibara zaatakował również japoński system edukacyjny, nazywając go „obowiązkową edukacją, która ukształtowała go niewidzialną osobą”.
Bezpośrednio po atakach japońskie media błędnie odczytały zapis „Sakakibara” jako „Onibara” (złożenia znaków kanji odpowiadających słowom: „róża demona” lub „diabelska róża”). Rozwścieczony pomyłką, Sakakibara napisał kolejny list do mediów wskazując w nim: „Od teraz, jeśli źle odczytacie moje imię lub zepsujecie mi humor, zabiję trzy warzywa tygodniowo. Jeśli myślicie, że mogę zabijać tylko dzieci, to bardzo się mylicie”. Użycie przez Sakakibarę terminu „warzywa” odnosiło się do ludzi z najbliższego otoczenia zabójcy. Sakakibara nauczył się tego terminu od swoich rodziców, którzy kiedyś powiedzieli mu, że jeśli jest zdenerwowany, powinien wyobrazić sobie ludzi i rzeczy jako warzywa.
Shin’ichirō Azuma – 14-letni uczeń gimnazjum został aresztowany jako podejrzany w sprawie zabójstwa Juna Hase w dniu 28 czerwca 1997. Krótko po aresztowaniu późniejszy „Chłopiec A” przyznał się również do zamordowania 10-letniej Ayaki Yamashity w dniu 16 marca, a także napaści na trzy inne dziewczyny w tym samym dniu. Po ataku 16 marca napisał w swoim pamiętniku: „Przeprowadziłem dziś święte eksperymenty, aby potwierdzić, jak kruche są istoty ludzkie... Opuściłem młotek, gdy dziewczyna odwróciła się do mnie. Myślę, że uderzyłem ją kilka razy, ale byłem zbyt podekscytowany, by to pamiętać”. W następnym wpisie z dnia 23 marca dodał: „Dziś rano moja mama powiedziała mi, że biedna, zaatakowana dziewczyna chyba umarła. Nic nie wskazuje na to, że zostałem złapany... Dziękuję ci za to „Bamoidōkishin... Proszę, chroń mnie dalej”. Znaczenie tego słowa lub tożsamość postaci o tym imieniu pozostają niejasne.

## Następstwa i kontrowersje
Po morderstwach japoński polityk Shizuka Kamei (ur. 1936, aktywny działacz przeciwko karze śmierci)  wezwał do ograniczenia kontrowersyjnych treści prezentowanych w mediach, oskarżając dorosłych o implementowanie tych motywów w popkulturze. W 2000 parlament obniżył wiek odpowiedzialności karnej z 16 do 14 lat. Jednak w następstwie morderstwa dokonanego w dniu 1 czerwca 2004 r. przez 11-letnią Natsumi Tsuji, określoną później jako „Dziewczyna A” (tzw. masakra w Sasebo) nastąpiła kolejna dyskusja na temat potrzeby dalszej rewizji japońskiego prawa w sprawach morderstw dokonywanych przez nieletnich.
W dniu 11 marca 2004 Ministerstwo Sprawiedliwości Japonii ogłosiło, że 21-letni wówczas Sakakibara został tymczasowo zwolniony, a pełne zwolnienie nastąpiło 1 stycznia 2005. Krytycy zarzucili, że skoro rząd podjął krok w postaci powiadomienia opinii publicznej o tym fakcie, Sakakibara prawdopodobnie nie nadawał się do zwolnienia i powinien zostać przeniesiony do innego zakładu karnego. W następstwie tzw. masakry Sasebo, dokonanej trzy miesiące po zwolnieniu Sakakibary, ta krytyka została jeszcze bardziej zaostrzona.
W 2015 ukazała się książka autobiograficzna Seito Sakakibary, wydawnictwa Ohta Publishing pt. Zekka, w której Sakakibara twierdził, że wyraził ubolewanie z powodu swoich zbrodni i szczegółowo opisał morderstwa. 
Pomimo podejmowanych przez rodzinę Juna Hase prób zablokowania wydania tej książki i pomimo odmowy sprzedaży książki przez jedną z sieci księgarni, książka szybko znalazła się na szczycie japońskich list bestsellerów. 
Kilka miesięcy później Sakakibara założył witrynę internetową, na której umieścił zdjęcia nagiego mężczyzny wykonane w programie Photoshop, sugerując, że przedstawiają jego osobę. W odpowiedzi na te kontrowersje tabloid Shūkan Post opublikował jego prawdziwe imię i nazwisko jako Shin’ichirō Azuma, jego ówczesny zawód i miejsce zamieszkania.